# Florida (teritoriu SUA)
Teritoriul Florida, conform originalului, Territory of Florida sau Florida Territory, a fost un teritoriu organized încorporat al Statelor Unite care a existat între 30 martie 1822 și 3 martie 1845, data admiterii Floridei ca stat al Uniunii nord-americane.
Teritoriul a fost inițial o colonie a Spaniei din zona cunoscută ca La Florida, care a fost cedată Statelor Unite ca parte a tratatului din 1819, cunoscut ca Tratatul Adams-Onís.

## Tratatul Adams-Onís
Tratatul Adams-Onís, cunoscut și sub numele de Tratatul transcontinental (conform originalului, Transcontinental Treaty), a fost semnat la 22 februarie 1819 de către John Quincy Adams, al șaselea președinte american și Luis de Onís, dar nu a intrat în efect decât după ratificarea acestuia de către guvernul spaniol în 1821. Deși este îndeobște parte a culturii populare că Statele Unite ar fi plătit Spaniei 5 milioane de dolari în urma tratatului, realitatea istorică este că nici o sumă de bani nu a fost plătită sau primită. În realitate, au fost redefinite noi sfere de influență, Statele Unite au primit zonele Florida și Oregon, respectiv Spania a pretins și obținut control asupra Texas-ului.